# Silvia E. Gómez Romero
Silvia Eugenia Gómez Romero (n. 1964) es una naturalista, botánica, curadora, y profesora argentina. Es una autoridad en la familia de las bromeliáceas.
Obtuvo el título de Magíster en Ciencias Biológicas-Orientación Botánica, y trabaja en el Área Botánica de la Fundación Miguel Lillo, Universidad Nacional de Tucumán.

## Algunas publicaciones
- lázaro juan Novara, maría amelia Chemisquy, diego germán Gutiérrez, mariela Fabbroni, silvia e. Gómez. 2009. Orchidaceae: Asteraceae Bercht. & J.Presl, Tr. 2. Eupatorieae. Volumen 9 de Aportes botánicos de Salta: Flora, Herbario del Museo de Ciencias Naturales, Universidad Nacional de Salta (MCNS) (Argentina). Editor Aportes Botánicos de Salta, 20 pp.
- silvia e. Gómez Romero, a.c. Slanis, a. Grau. 2007. Puya bermejana (Bromeliaceae, Pitcairnioideae) a new species from southern Bolivia and northwestern Argentina. J. Bromeliad Soc. 57(2): 58-61
- silvia e. Gómez Romero, a.c. Slanis, a. Grau. 2006. Novedades en Puya (Bromeliaceae, Pitcairnioideae) para la Argentina. Bol. Soc. Argent. Bot. 41 (3-4): 325-326
- silvia e. Gómez. 1996. Flora del valle de Lerma: Polygalaceae R.Br.. Volumen 4, Número 4 de Aportes botánicos de Salta. Serie Flora. Editor Herbario MCNS, Facultad de Ciencias Naturales, Universidad Nacional de Salta, 18 pp.
- silvia e. Gómez, maría rosa Figueroa Romero. 1995. «Cissus palmata var. balansaeana (Vitaceae) en Tucumán». Lilloa 38 (2)
- lázaro juan Novara, silvia e. Gómez. 1994. Flora del valle de Lerma: Lythraceae A.St.-Hil.. Volumen 2, Número 23 de Aportes botánicos de Salta. Serie Flora. Editor Herbario MCNS, Facultad de Ciencias Naturales, Universidad Nacional de Salta, 18 pp.
- silvia e. Gómez. 1994. Tropaeolaceae Lindl.. Aportes botánicos de Salta: Serie Flora del Valle de Lerma. Editor Herbario MCNS, Facultad de Ciencias Naturales, Universidad Nacional de Salta, 7 pp.

## Honores
Miembro
- Sociedad Argentina de Ciencias Naturales
- Sociedad Argentina de Botánica

- La abreviatura «Gómez Rom.» se emplea para indicar a Silvia E. Gómez Romero como autoridad en la descripción y clasificación científica de los vegetales.[4]